# Saint-Firmin-sur-Loire
Saint-Firmin-sur-Loire là một xã của tỉnh Loiret, thuộc vùng Centre-Val de Loire, miền trung nước Pháp.